# أحمد عارف
أحمد عارف (بالتركية: Ahmed Arif) هو صحفي وكاتب ومؤلف وشاعر تركي، ولد في 21 أبريل 1927 في ديار بكر في تركيا، وتوفي في 2 يونيو 1991 في أنقرة في تركيا بسبب نوبة قلبية.
والده عارف حكمت تركماني من كركوك، ووالدته سايره كردية. درس أحمد عارف الفلسفة في جامعة أنقرة. تم القبض على عارف لأسباب سياسية في عام 1950 وأمضى بعض الوقت في السجن حتى عام 1952. تم نشر قصائده في العديد من المجلات الأدبية، وتمت قراءتها على نطاق واسع بسبب كلماتها الأصيلة وصورها المتأثرة بالثقافات الشعبية الأناضولية. نشر مجموعة شعرية واحدة فقط: Hasretinden Prangalar Eskittim (ارتديت أغلال من الشوق/1968)- وهو مجلد شهد عددًا قياسيًا من المطبوعات.

## وصلات خارجية
- أحمد عارف على موقع ميوزك برينز (الإنجليزية)